# Палет
Палетът (на английски: pallet) (формата в женски род, палета и формата в среден род, пале са неправилни) е платформа, подлагана за пакетиране на среднотежък товар.
Предназначен е за съхраняване и преместване на товари, които могат да бъдат стегнати с крепежни ремъци, въжета, ленти или да бъдат обвити с термосвиваемо или стреч-фолио.

## Класификация
Според материала на изработка биват най-често дървени, но има също метални и пластмасови. Могат да бъдат за еднократна и многократна употреба. Според възможностите за промушване на вилицата на кар-повдигач те са 2-странни и 4-странни.
Няма общоприети размери на палетите. Стандартът ISO-6780 определя палети в 6 размера. Така наречените европалети, разпространени в Европа, имат размери 800 × 1200 × 144 mm.
Теглото на палета варира най-често от 15 до 20 kg. Обикновено издържа около 1 тон товар.

## Санитарен контрол
При използване на масовите дървени палети може да възникне проблем при внос поради изисквания за фитосанитарен контрол.